# Tailandia en los Juegos Olímpicos de Helsinki 1952
Tailandia estuvo representada en los Juegos Olímpicos de Helsinki 1952 por ocho deportistas masculinos que compitieron en atletismo.
El equipo olímpico tailandés no obtuvo ninguna medalla en estos Juegos.